# 堅展実業
堅展実業株式会社（けんてんじつぎょう）は、東京都千代田区に本社を置く食料品卸売会社、酒類メーカー。

## 概要
樋田耕作により1964年に創業、主に食品原材料や酒類の輸出入を取り扱う。1997年に二代目社長となった樋田恵一によりウイスキー事業を本格化させ、北海道厚岸郡厚岸町に自社蒸溜所「厚岸蒸溜所」を建設しクラフトウイスキーの製造を行っている。

## ウイスキー事業
食品原材料等の輸入卸に続く新事業として樋田恵一がウイスキーを好んでいたこともあり、当初国産ウイスキーの輸出を展開していたもののウイスキーブームにより原酒が手に入らない状況となり、自社でのウイスキー製造への転換を図ることとなる。
恵一が特にスコットランドアイラ島産のウイスキーを好んでいたことから、「アイラモルトのようなウイスキーを造る」といったコンセプトで、アイラ島の環境に近い場所として磯っぽいスモーキーフレーバーに必要な海藻類を含んだピートや海霧が発生する環境があり、冷涼かつ湿潤で水の硬度も近く牡蠣が特産となっている厚岸町を建設地とした。また創業者が北海道で50年以上植林活動をしている縁もあり北海道での建設に至った。
2010年から蒸溜所計画を開始し、2013年に国内2箇所の蒸溜所で製造された原酒を用いて試験熟成を行い、2015年に着工、ラガヴーリンを規範としてスコットランドのフォーサイス社にポットスチルをはじめとした製造設備を発注、2960平米の敷地内に408平米の蒸留棟と180平米の熟成庫2棟を建設し2016年10月より蒸留を開始し、原料はスコットランド産麦芽を中心に北海道産・厚岸産の二条大麦も用い、尾幌川上流の支流・ホマカイ川の水を用いて仕込み年間生産量約10万リットル規模で稼働し2017年には第2熟成庫が竣工。所長・チーフブレンダーには雪印メグミルク出身で、堅展実業とは以前から得意先として面識がありヨーグルト製造などに携わっていた立崎勝幸が就任、ベンチャーウイスキーで製造技術を学んだ後一般的なウイスキー工場よりも厳格な品質管理を行う方針で指導を行っており、国内のウイスキー蒸留所では初めてHACCP認証を取得、また蒸溜所スタッフには酒類業界の出身者を登用せず独自の製造法を試行錯誤することを重視している。2022年5月には製麦棟も稼働し自社での大麦乾燥も行う。
2018年に最初の製品「厚岸NEW BORN FOUNDATIONS 1」、2020年2月には初のシングルモルト「厚岸ウイスキー サロルンカムイ」、同年10月には初のフルボトル「厚岸シングルモルトウイスキー寒露」を発売。「寒露」をはじめとして「二十四節気シリーズ」として製品を展開している。
2022年には「厚岸ブレンデッドウイスキー処暑」がワールド・ウイスキー・アワード2022の「ワールドベスト・ブレンデッドウイスキー」部門にて世界最高賞を受賞。
モルトウイスキー生産に加えグレーンウイスキーの製造拠点として冷涼な厚岸では穀類の栽培が困難なことからトウモロコシ・大麦の生産地である富良野市での工場建設も検討しており、2021年に「山部熟成庫」を建設し試験熟成を開始。2025年春季時点では試験熟成に成功し当初の富良野市内での操業の代替案として、2027年度を目標に中富良野町内に第2蒸溜所の建設を計画している。